# Fnokurt (Tephroseris)
Fnokurt (Tephroseris) er en slægt af planter, der består af omkring 50 arter, hvoraf to findes vildtvoksende i Danmark. 

## Arter
De danske arter i slægten:
- Kærfnokurt (Tephroseris palustris)
- Bakkefnokurt (Tephroseris integrifolia)